# Madis Kallas

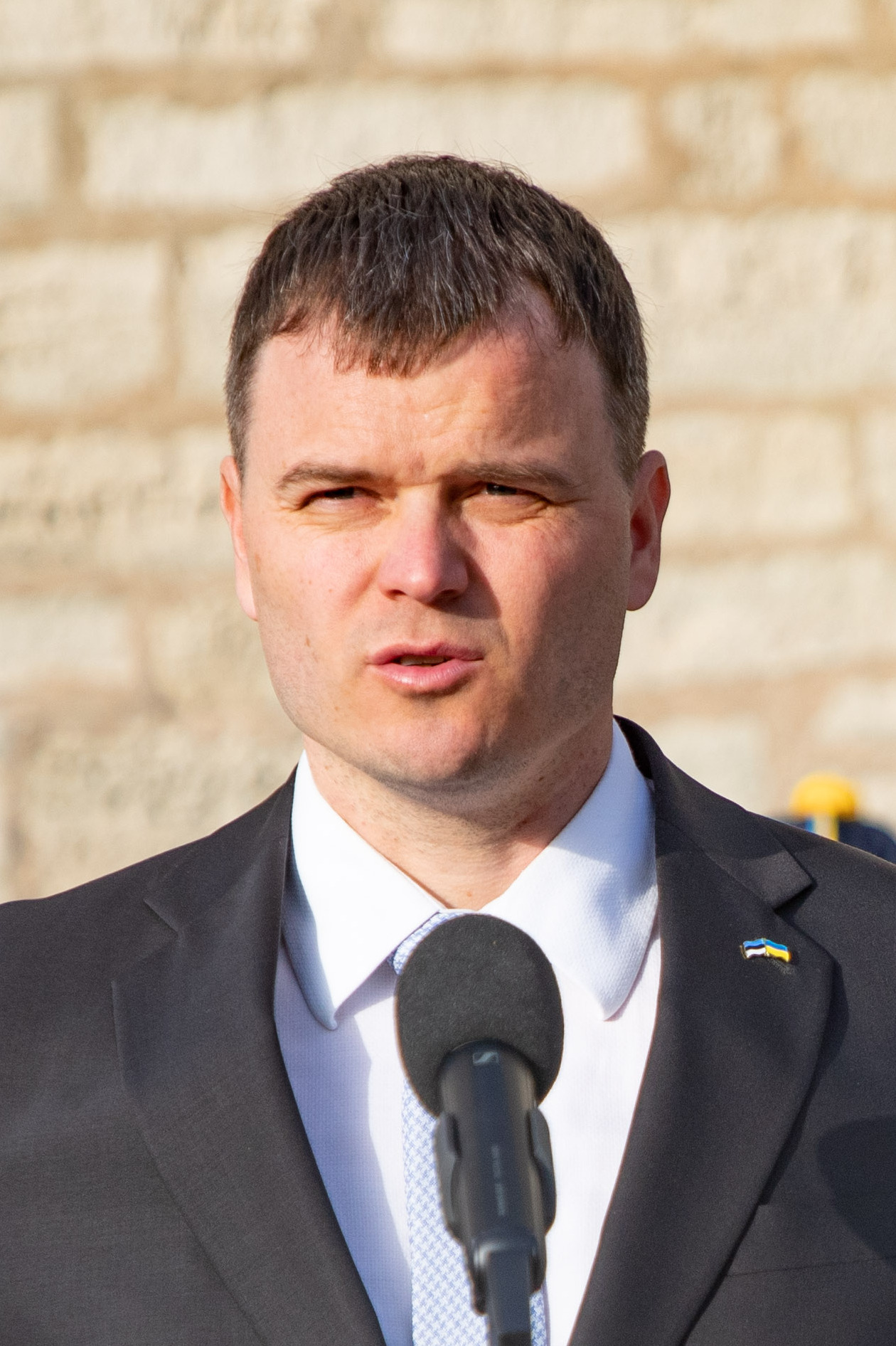
Madis Kallas (2022)

Madis Kallas (* 22. April 1981 in Kuressaare, damals Kingissepa) ist ein estnischer Politiker. Er gehört der Sozialdemokratischen Partei (Sotsiaaldemokraatlik Erakond – SDE) an. Von 2022 bis 2023 war er Umweltminister der Republik Estland in der zweiten Regierung von Ministerpräsidentin Kaja Kallas (Kabinett K. Kallas II). Vom 17. April 2023 bis 16. April 2024 war er Minister für Regionale Angelegenheiten im Kabinett K. Kallas III.

## Leben

### Ausbildung
Madis Kallas wurde als Sohn des estnischen Sportfunktionärs, Politikers und Parlamentsabgeordneten Raivo Kallas (* 1957) geboren. Er besuchte bis 1996 die Schule in Kihelkonna und machte drei Jahre später sein Abitur am Gymnasium von Kuressaare.
Kallas schloss 2004 sein Studium der Sportwissenschaft an der Universität Tallinn ab. Er ist in estnischen Sportverbänden aktiv.
Daneben kann Kallas eine erfolgreiche Karriere als Leichtathlet vorweisen, unter anderem im Siebenkampf und im Zehnkampf. Im estnischen Fernsehen war er auch als Sportkommentator zu hören.

### Politik
Von 2010 bis 2013 arbeitete Kallas als sportpolitischer Berater für den Kreis Saare. Von 2013 bis 2015 war er stellvertretender Bürgermeister der Stadt Kuressaare, der Hauptstadt der Insel Saaremaa. Anschließend war er bis 2017 Bürgermeister der Stadt. Von 2017 bis 2020 war er Bürgermeister der Landgemeinde Saaremaa.
2020/2021 arbeitete Kallas als Projektmanager bei der estnischen Gesundheitsversicherung und im COVID-19-Stab des estnischen Sozialministeriums. Ab 2021 war Kallas erneut Bürgermeister der Landgemeinde Saaremaa.
Am 18. Juli 2022 wurde er als Umweltminister in die neue Koalitionsregierung von Ministerpräsidentin Kaja Kallas berufen. Nach der Parlamentswahl 2023 und dem Neuzuschnitt einiger Ministerien übernahm Kallas im Kabinett K. Kallas III den Posten des Ministers für Regionale Angelegenheiten.

### Privates
Madis Kallas ist verheiratet. Er hat drei Kinder.